# Kétvölgy
Kétvölgy là một thị trấn thuộc hạt Vas, Hungary. Thị trấn này có diện tích 6,28 km², dân số năm 2010 là 122 người, mật độ 19 người/km².